# Friedrichshallen (Leipzig)

Friedrichshallen, um 1911

Friedrichshallen war der Name eines Hotels und einer Vergnügungsgaststätte in Leipzig-Connewitz, Brandstraße 11/13.

## Geschichte
Von 1875 bis 1890 hatte sich die Einwohnerzahl von Connewitz auf 10.600 Einwohner fast verdoppelt und die Eingemeindung nach Leipzig (1891) stand bevor. Deshalb schien es lohnend, neben den bereits bestehenden Ausflugsgaststätten mit Saalbetrieb, wie Eiskeller und Sächsisches Haus, eine weitere, nunmehr gekoppelt mit Hotelbetrieb, zu errichten.
1890 wurden die Friedrichshallen eröffnet. Neben einem großzügigen Saalbau über zwei Etagen mit Bühne und Emporen entstand ein etwa gleich hoher Hotelbau mit drei Etagen. Das Hotel muss wohl sehr gut angenommen worden sein, denn bereits noch vor dem Ersten Weltkrieg wurde der Hotelteil um zwei Etagen aufgestockt und war jetzt der dominierende Baukörper.
Der Saal diente sowohl für Bälle als auch für kulturelle Veranstaltungen mit regionaler Bedeutung. Es schloss sich ein Biergarten an, der auch für Musikdarbietungen genutzt wurde.
Während des Zweiten Weltkriegs wurden die Friedrichshallen bis zu ihrer Zerstörung als Unterkunft für Fremd- und Zwangsarbeiter der Junkers Flugzeug- und Motorenwerke, Motorenbau Zweigwerk Markkleeberg genutzt.
Bei einem Luftangriff auf Leipzig wurden die Friedrichshallen in den frühen Morgenstunden des  20. Februar 1944 zerstört. Das Grundstück blieb mehrere Jahre ungenutzt.
1960 errichtete die Baugenossenschaft AWG Böhlen auf dem Gelände der ehemaligen Friedrichshallen eine fünfgeschossige Wohnbebauung.

Die Friedrichshallen auf einem Stadtplan von 1902
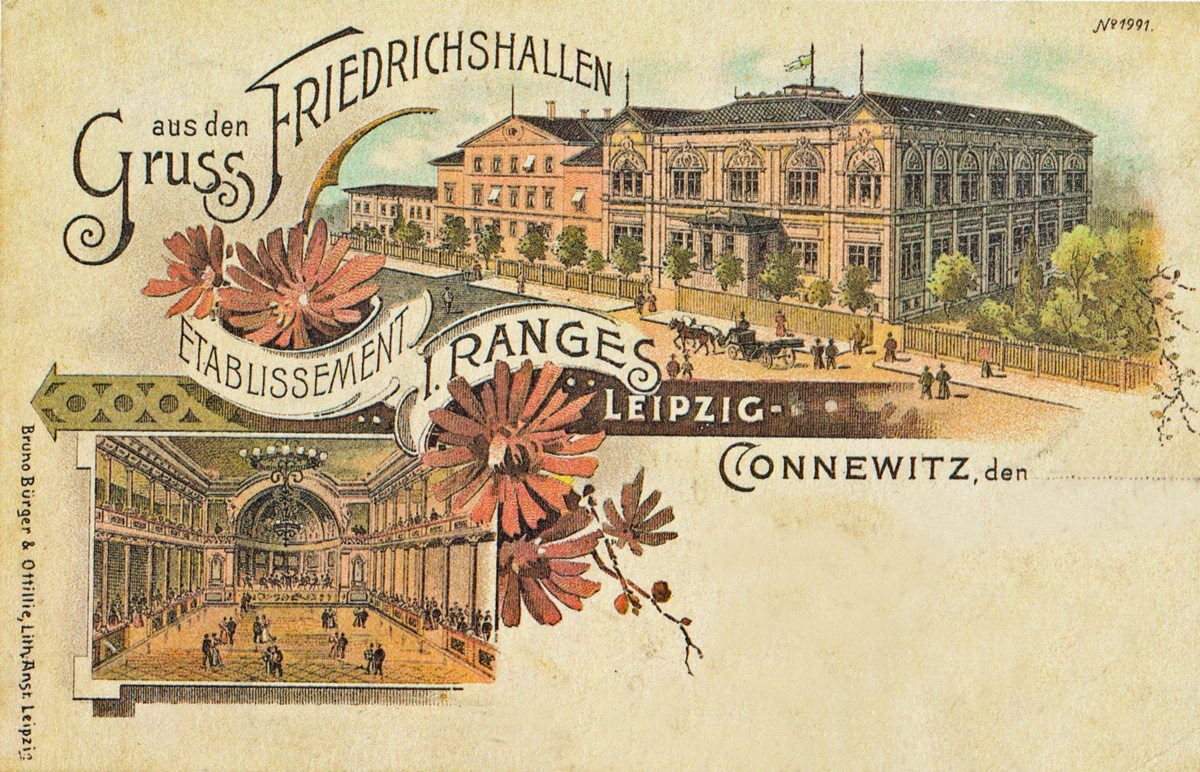
Friedrichshallen, um 1900
Innenansicht des Saals
Anzeige für eine Veranstaltung
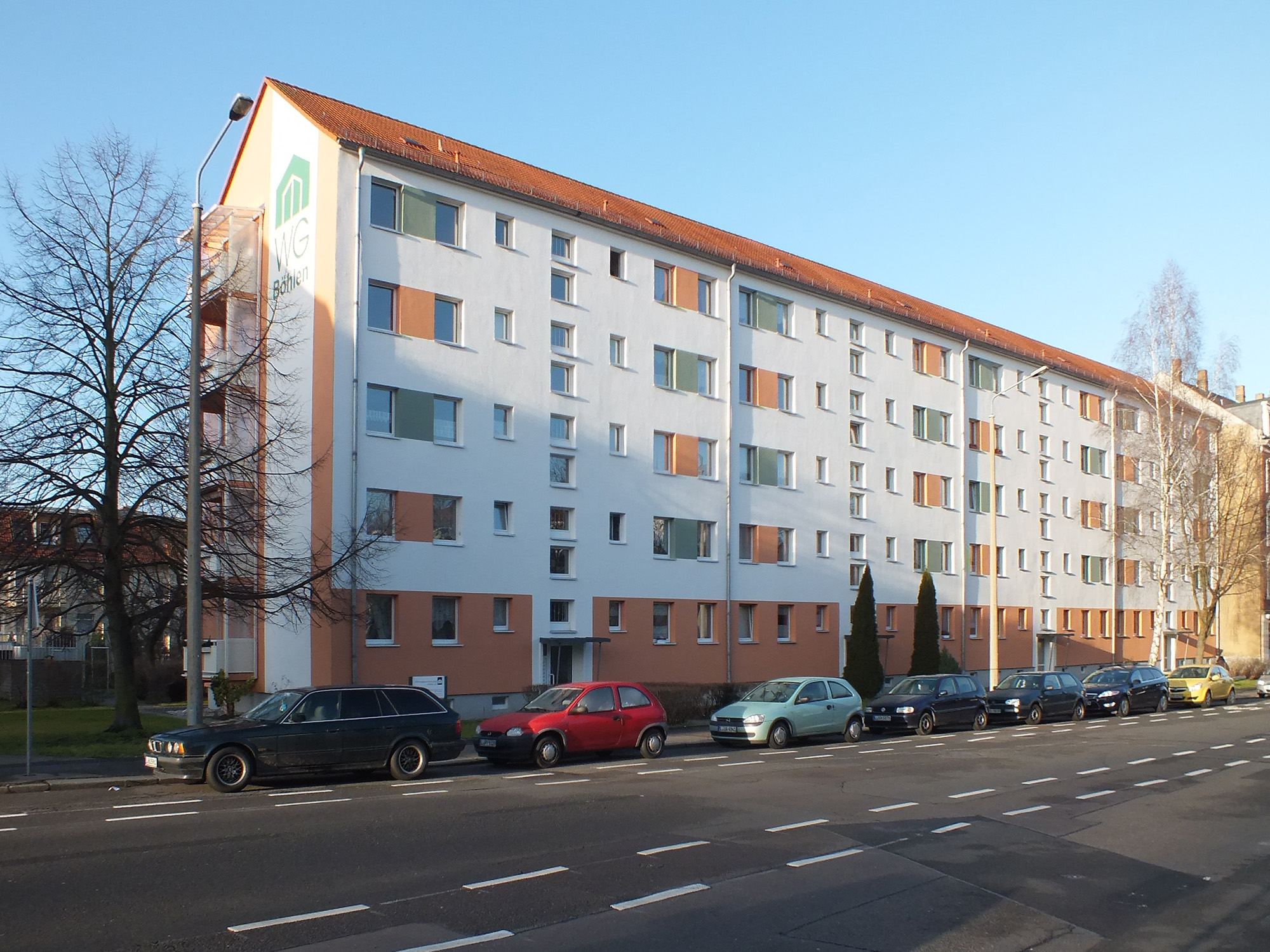
Wohnungsneubau auf dem Friedrichshallen-Grundstück